# Sæbyholm
Sæbyholm er en gammel hovedgård, som nævnes første gang i 1355 og blev kaldt Sæbygård, men blev omdøbte til Sæbyholm i 1673 af Helmuth Otto von Winterfeld, da den en del af baroniet Vintersborg (indtil 1801). Fra 1817 til 1924 var den en del af Grevskabet Hardenberg Reventlow , og fra 1801 avlsgård under Krenkerup. Gården ligger i Halsted Sogn, Lollands Nørre Herred, Maribo Amt, Højreby Kommune. Hovedbygningen er opført i 1856. Fredningen af bygningen ophævedes i 2012, og gården blev nedrevet i 2013-2014.
Sæbyholm er på 227 hektar.

## Ejere af Sæbyholm
- (1355) Ludvig Albertsen Eberstein
- (1355-1401) Halsted Kloster
- (1401-1565) Kronen
- (1565-1590) Burchard von Papenheim
- (1590) Margrethe Burchardsdatter von Papenheim gift Rud
- (1590-1618) Eiler Rud
- (1618-1619) Margrethe Burchardsdatter von Papenheim gift Rud
- (1619-1647) Borkvard Eilersen Rud
- (1647-1660) Helvig Jakobsdatter Rosenkrantz gift Rud
- (1660-1671) Lene Rud gift Grubbe
- (1671-1694) Helmuth Otto lensbaron von Winterfeldt
- (1694-1699) Gustav lensbaron von Winterfeldt
- (1699-1724) Juliane Margrethe Gustavsdatter baronesse von Winterfeldt gift von Eickstedt
- (1724-1728) Christoph lensbaron von Eickstedt
- (1728-1741) Juliane Margrethe Gustavsdatter baronesse von Winterfeldt gift von Eickstedt
- (1741) Sophie Frederikke Frederiksdatter baronesse von Winterfeldt gift Giedde
- (1741-1757) Carl Wilhelm baron Giedde
- (1757-1769) Sophie Frederikke Frederiksdatter baronesse von Winterfeldt gift Giedde
- (1769-1772) Flemming greve Holck-Winterfeldt
- (1772-1776) Gustav Frederik greve Holck-Winterfeldt
- (1776-1801) Frederik Christian greve Holck-Winterfeldt
- (1801-1840) Christian Heinrich August lensgreve Hardenberg-Reventlow
- (1840-1842) Ida Augusta Christiansdatter komtesse Hardenberg-Reventlow gift (1) Holck (2) von Gersdorff (3) D`Almaforte
- (1842-1846) Christian Ludvig Johan Dormund lensgreve von Gersdorff-Hardenberg-Reventlow
- (1846) Ida Augusta Christiansdatter komtesse Hardenberg-Reventlow gift (1) Holck (2) von Gersdorff (3) D`Almaforte
- (1846-1864) Simon Dominici lensgreve D`Almaforte-Hardenberg-Reventlow
- (1864-1867) Ida Augusta Christiansdatter komtesse Hardenberg-Reventlow gift (1) Holck (2) von Gersdorff (3) D`Almaforte
- (1867-1885) Carl Ludvig August Rudolph lensgreve Holck-Hardenberg-Reventlow
- (1885) prinsesse Lucie Schönaich-Carolath gift Haugwitz
- (1885-1888) Curt Ulrik Heinrich lensgreve Haugwitz-Hardenberg-Reventlow
- (1888-1903) prinsesse Lucie Schönaich-Carolath gift Haugwitz
- (1903-1921) Heinrich Bernhard Carl Paul Georg Curt lensgreve Haugwitz-Hardenberg-Reventlow
- (1921-1970) Heinrich Ludvig Bernhard Erdman Georg lensgreve Haugwitz-Hardenberg-Reventlow
- (1970-2012) Rupert Gorm Reventlow-Grinling
- (2012-) Patrick Reventlow-Grinling

## Ekstern henvisninger
- Krenkerup Gods
- Om Sæbyholm på Statistisk-topografisk Beskrivelse af Kongeriget Danmark 3. Udgave 3. Bind : Bornholms, Maribo, Odense og Svendborg Amter